# Coucouron
Coucouron je naselje in občina v jugovzhodnem francoskem departmaju Ardèche regije Rona-Alpe. Leta 2012 je naselje imelo 850 prebivalcev.

## Geografija
Kraj se nahaja v pokrajini Languedoc nedaleč stran od meje s sosednjima regijama Auvergne in Languedoc-Roussillon, 80 km zahodno od središča departmaja Privas.

## Uprava
Coucouron je sedež istoimenskega kantona, v katerega so poleg njegove vključene še občine Issanlas, Issarlès, Le Lac-d'Issarlès, Lachapelle-Graillouse, Lanarce, Lavillatte in Lespéron z 2.211 prebivalci. 
Kanton je sestavni del okrožja Largentière.

## Zanimivosti
- cerkev sv. Martina,
- kulinarični specialiteti sir coucouron, mâoche (nadevan svinjski trebuh),
- dogodki La fête de la Maoche, le festival du champignon, Raid blanc, la Coucouburle.